# Szuhay–Károlyi–Andrássy-kúria
A tarcali Szuhay–Károlyi–Andrássy-kúria a Borsod-Abaúj-Zemplén vármegye Tokaji járásában található Tarcal község egyik történelmi épülete, amely korábban Andrássy Kúria Hotel és Andrássy Rezidencia & Spa, jelenleg Andrássy Kúria & Spa néven a vármegye egyetlen ötcsillagos szállodájaként működik.

## Az épület története
Az elmúlt időben ugyan több mű került kiadásra Tokaj-Hegyalja történetéről és épített örökségéről, ám idáig mégsem készült önálló tanulmány a vidék méltán híres kúriájáról – ekképpen annak történetét csak különböző forrásokból ismerhetjük meg.
A kúria építésének ideje nem meghatározott. Egy 1670. július 9-én kelt vagyonösszeírás szerint az épületet ekkor nemes szuhafői Szuhay Mátyás birtokolta. A leírás alapján az épületet ez idő tájt tűzvész sújtotta, amelynek következtében leégett a tetőzete, s ebből adódóan nem volt jó állapotban. Ugyanezen leírás alapján tudjuk, hogy az épülethez pince is tartozott, illetve hogy Szuhay további ingatlanokkal is rendelkezett Tarcalon, így például szántóval és szőlőkkel is. Végül a politikában tett ellenzéki szerepvállalása miatt I. Lipót német-római császár és magyar király a Szepesi Kamara által elkobozta (konfiskálta) Szuhay Mátyás tarcali jószágait.
III. Károly német-római császár és magyar király 1720-ban az épületet 22 ezer rajnai forint értékben zálogosította el, majd adta gróf nagykárolyi Károlyi Sándornak, Szatmár vármegye örökös főispánjának tulajdonába. Az idős gróf halála után (1743) fia, gróf nagykárolyi Károlyi Ferenc örökölte. Az épület történetéről ezt követően kevés hiteles adattal rendelkezünk.
A 19. század második felében nemes Andrássy Dániel tarcali középbirtokos vásárolta meg, akinek a halálát követően (1905) fiára, nemes Andrássy Jánosra, a Tarcali Hitelszövetkezet egyik igazgatósági tagjára szállt, aki feleségével, Márkus Antóniával, és gyermekeikkel élt benne. A 10 szobás épület kisvártatva a tarcali elit központi helyévé vált.
A családi emlékezetben vakuemlékként volt jelen az 1924-ben Tarcalon lecsapó jeges ciklon, amely az épület barokk tetőzetét teljességgel lekapta a helyéről és jelentősen megrongálta azt.

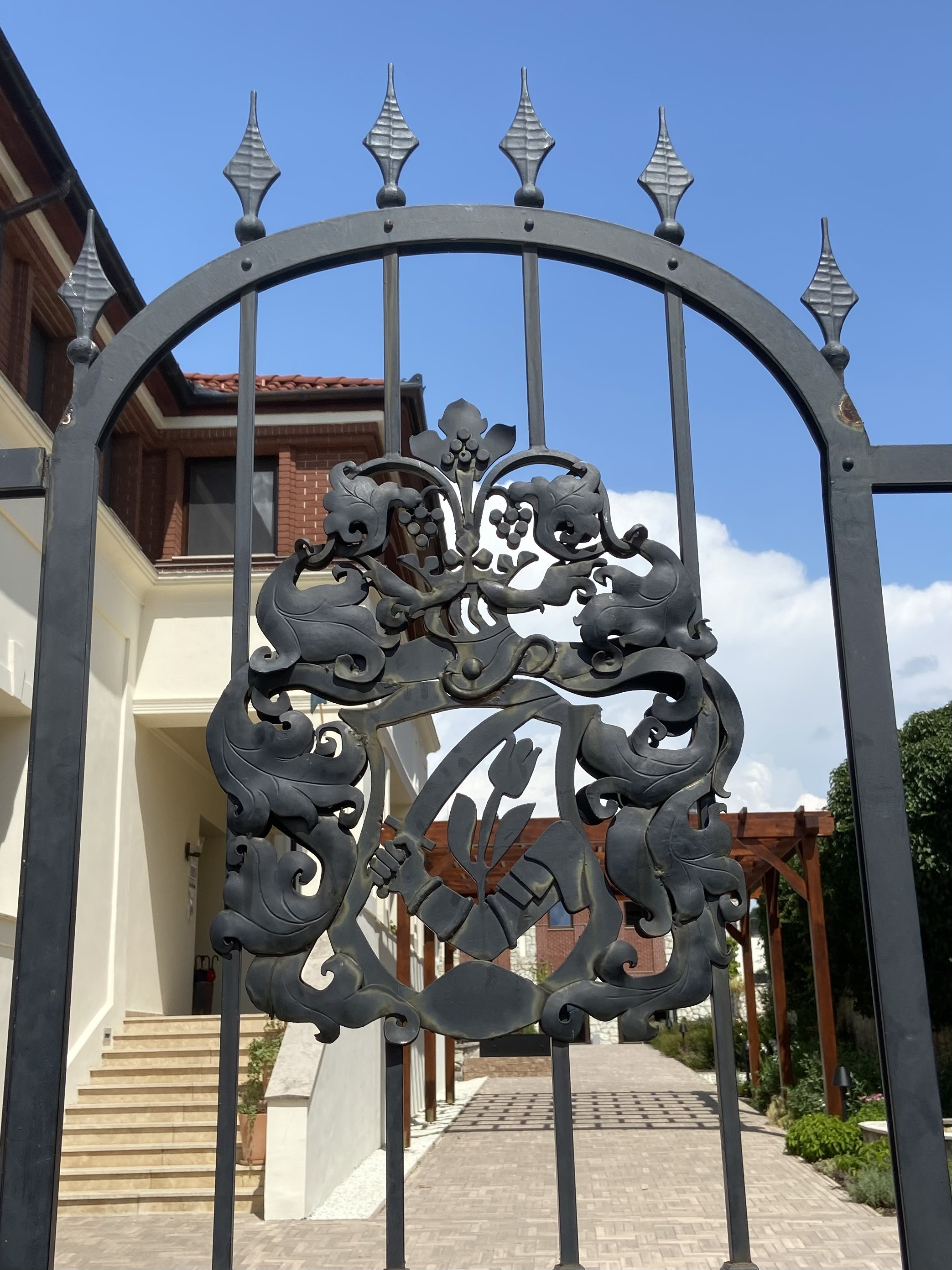
A nemes Andrássy család címere a kúria kovácsoltvas kapuján. A szálloda vezetősége elismerésre méltóan igyekszik őrizni a család emlékét.

„A julius 14-iki és 22-iki irtózatos ciklonok nyomai nagyobbára eltakaritva, de a szomoruság ott ül minden arcon. Termés nem lesz, a kormány eddig a kér kamatmentes kölcsönt meg sem igérte! Bekopogtattunk A'drássy Jánoshoz, aki a legsulyosabb anyagi kárt szenvedte, de megmaradt a község legvendégszeretőbb több nemzetes urának. „Kilencágu” pincéjét Tompa Mihály „Szuhay Mátyás” cimű elbeszélő költeménye örökitette meg. Amig az uj tető me gnem épül, zongoraszónak nem szabad hallatszania.” – Pesti Hírlap, 46. évfolyam 184. szám, 4. oldal
Az Andrássy-házaspár által karbantartott és bővített kúria utolsó lakója közös fiuk, vitéz nemes Andrássy Károly volt, akinek a gyermekei még a kúriában nőttek fel.

### Szálloda
Az épület egykori tulajdonosairól elnevezve Andrássy Kúria Hotel néven négycsillagos szállodaként kezdte meg a működését 2008. május 16-án. Ezt követően egy ideig Andrássy Rezidencia & Spa néven üzemelt, s komoly fejlesztések árán ötcsillagos minősítést szerzett. Tulajdonosváltást követően 2019-ben a BDPST Group vásárolta meg a szállodát, amely vállalat az arculatváltás követően további beruházások által fejlesztette, bővítette az épületet, s ápolja jelenleg is a szálloda jó hírnevét.
A szálloda Bobajka nevű étterme megújult formában 2022-ben nyílt meg. Zempléni receptek alapján friss alapanyagokból készített, ízlésesen tálalt gourmet fogásai után nemzetközi elismerést nyert, 2023 óta Michelin-ajánlott étteremként tartják számon.

## Legendák
A nemes Andrássyak családi emlékezete számos legendát őriz az épülettel kapcsolatban. Az elbeszélés szerint az épület tágas, ám labirintusszerű pincerendszeréből csak kísérettel lehetett kitalálni. A család a pincerendszer egyik, addig betemetett járatban egy lovas és egy ló csontvázára bukkant, amely megalapozza azt a legendát, miszerint alagutak összefüggő folyosóin át szabadon megközelíthető a kúriából a sárospataki Rákóczi-vár.